# Half-flash ADC
Un half-flash ADC è un convertitore analogico-digitale (ADC) che utilizza 2 flash ADC ciascuno dei quali ha una risoluzione pari alla metà del numero di bit dell'half-flash ADC; uno gestisce i bits più significativi l'altro quelli meno significativi. Viene utilizzato anche un DAC ed un latch a n bits dove n è il numero di bits dei 2 flash ADC.

## Funzionamento
Il flash ADC dei bit più significativi converte il segnale analogico in un segnale digitale che viene memorizzato nel latch, simultaneamente questo segnale digitale viene riconvertito in un segnale analogico dal DAC; il segnale analogico ottenuto viene sottratto dal segnale da campionare; la differenza è convertita utilizzando il flash ADC dei bit meno significativi. Il segnale digitale ottenuto viene salvato nei bit meno significativi del latch.

## Vantaggi e svantaggi rispetto al flash ADC
Il vantaggio rispetto al flash ADC è che il numero proibitivo di componenti (2n) è ridotto a 2*2n/2.
Lo svantaggio riguarda il tempo di conversione che raddoppia rispetto ad un flash ADC.